# حرية الاختيار
حرية الاختيار يصف هذا التعبير فرصة الفرد واستقلاله الذاتي في تنفيذ أي إجراء يختاره من بين اثنين أو أكثر من الخيارات المتاحة، بحيث لا تقيده أي أطراف خارجية.

## في القانون
في جدل الإجهاض، على سبيل المثال، يستخدم التعبير «حرية الاختيار» في بعض الأحيان للإشارة إلى حق المرأة في تحديد ما إذا كانت ستمضي قدمًا في هذا الحمل أو تنهيه. وبالمثل، تخضع الموضوعات الأخرى مثل القتل الرحيم، و تحديد النسل والزواج المثلي في سياق الحق الفردي «للحرية الشخصية.» بعض القضايا الاجتماعية، مثل «منع المشروبات الغازية» بنيويورك تم الدفاع عنه ومعارضته في سياق «حرية الاختيار.»

## في الاقتصاد

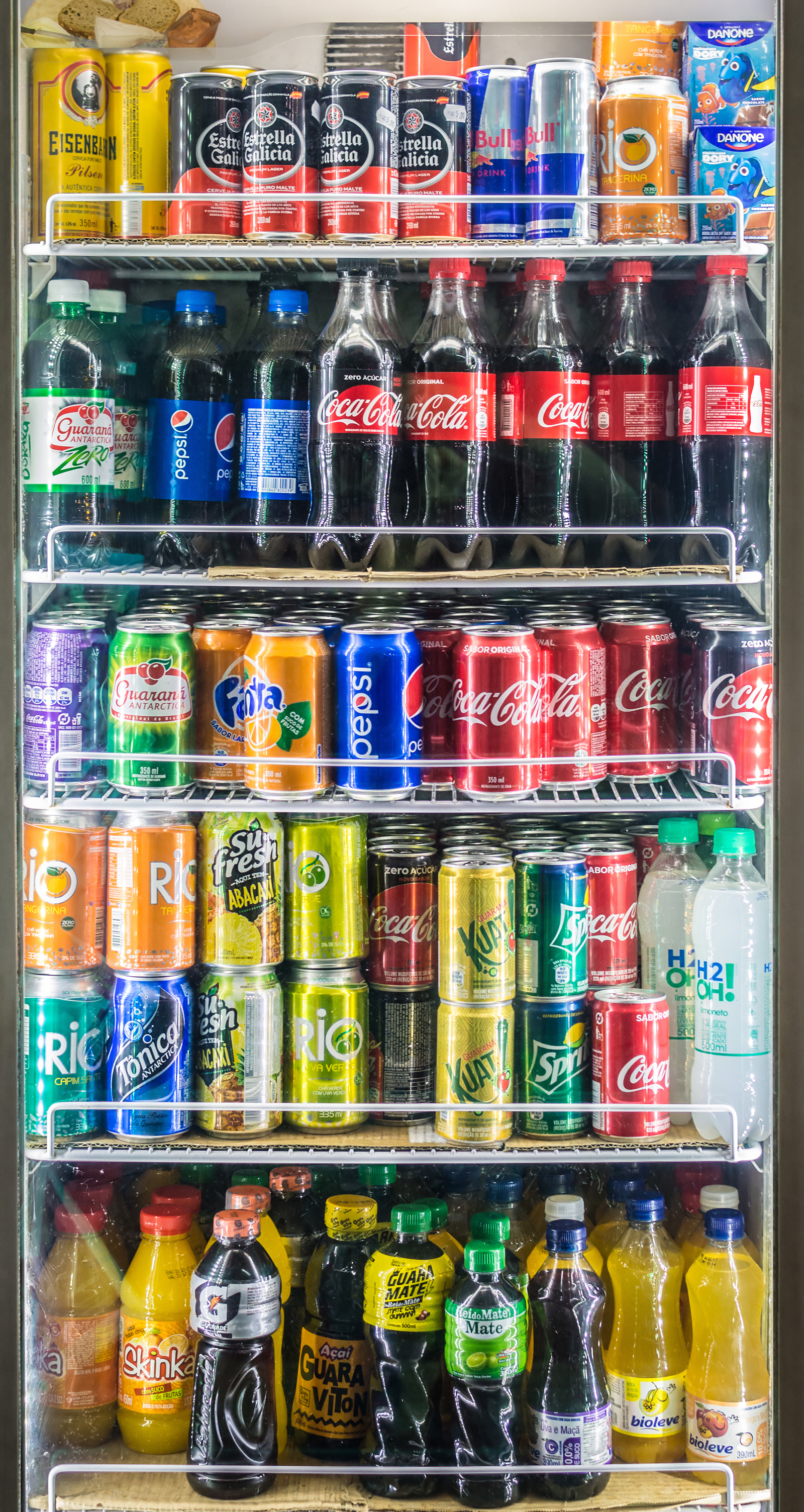
حرية اختيار أي الماركات ونكهة المياه الغازية التي تفضل شراءها أحد الأمور التي تتعلق بالمنافسة التجارية.

في الاقتصاد الجزئي، تعرف حرية الاختيار بحرية الوكيل الاقتصادي في تخصيص موارده بالشكل الذي يراه مناسبًا، من بين الخيارات (مثل البضائع، أو الخدمات، أو الأصول) المتوفرة أمامه. وتتضمن كذلك حرية الانخراط في العمل المتاح أمامه.
وفي عام 2008، استشهد راتنر وآخرون بدراسة الأبوية الليبرتارية والتي تنص على أن المستهلكين لا يتصرفون دائمًا بما يصب في مصلحتهم. فهم ينسبون هذه الظاهرة إلى عوامل مثل العاطفة، والحدود والتحيزات المعرفية، والمعلومات غير الكاملة والتي يقولون إنها قد تم معالجتها بمختلف التدخلات. فقاموا بمناقشة تزويد المستهلكين بالمعلومات وأدوات اتخاذ القرار، وترتيب خيارات السوق الخاصة بهم وتقييدها، ومراعاة المشاعر وإدارة التوقعات. وكل منها قد تحسن قدرة المستهلك على الاختيار.
ومع ذلك، تعتمد الحرية الاقتصادية للاختيار على المنافسة التجارية، وذلك لأن خيارات المشتري المتاحة أمامه غالبًا ما تحددها عدة عوامل يتحكم بها البائع مثل مجمل جودة المنتج أو الخدمة والإعلان. وفي حالة الاحتكار، لا يكون أمام المستهلك حرية اختيار شراء من منتج مختلف. وكما أشار فريدريش فون هايك:
تعتمد حريتنا في الاختيار في المجتمع التنافسي على حقيقة أنه إذا رفض شخص ما تلبية رغباتنا ، فيمكننا اللجوء إلى شخص آخر. ولكن إذا واجهنا محتكرًا فنحن تحت رحمته المطلقة.— فريدريش فون هايك، الطريق إلى العبودية - "Can planning free us from care?"

يعد العديد من المفكرين الليبرتاريين مدافعين أقوياء عن حرية الاختيار، كما اتضح من الاقتباس السابق وكتاب ميلتون فريدمان والمسلسل التلفزيوني حر في اختياري.
ليس هناك توافق حول ما إذا كانت زيادة حرية الاختيار الاقتصادية تؤدي إلى زيادة معدل السعادة. ففي إحدى الدراسات، أظهر تقرير مؤشر الحرية الاقتصادية الصادر عن مؤسسة التراث عام 2011 وجود علاقة قوية بين مؤشر الحرية الاقتصادية في الدولة وسعادة شعبها.

## قياس حرية الاختيار
استخدم النهج البديهي-الاستنباطي لمعالجة قضية قياس نسبة حرية الاختيار التي يتمتع بها الفرد. وفي بحث لعام 1990، قدم براسانتا باتانيك ويونغ شنغ شو ثلاثة شروط يجب أن يفي بها قياس حرية الاختيار:
1. عدم اللامبالاة بين موقفي لا اختيار. عند وجود خيار واحد فإنه يصبح مماثلاً لمؤشر حرية الاختيار، بصرف النظر عن ماهية هذا الخيار.
2. الرتابة التامة. عند وجود خيارين مميزين (س) و (ص) فإنهما يعادلان نسبة أكبر من حرية الاختيار مقارنة بها عند وجود خيار واحد (س).
3. الاستقلال. إذا كان الموقف (أ) يتميز بحرية اختيار أكبر من (ب)، فبإضافة خيار جديد (س) إلى كلا الموقفين (خيار غير موجود في أ أو ب)، فإن (أ) لا يزال يتمتع بحرية اختيار أكبر من (ب).

كما أثبتوا أن الأصلية هي المقياس الوحيد الذي يفي بهذه البديهيات، وما لاحظوا أنه غير بديهي وموحٍ هو أن واحدًا من هذه البديهيات أو أكثر يجب إعادة صياغته. وللتوضيح ضربوا مثالاً بخياري «السفر بالقطار» أو «السفر بالسيارة» والذي ينبغي أن يتضمن حرية في الاختيار كبيرة مقارنة بخيار «السفر بالسيارة الحمراء» أو «السفر بالسيارة الزرقاء». ولهذا قدمت بعض الاقتراحات لحل هذه المشكلة، عن طريق إعادة صياغة البديهيات، والتي تتضمن عادة مفاهيم التفضيلات، أو رفض البديهي الثالث.

## العلاقة بالسعادة
أظهرت دراسة أجرتها سيمونا بوتي وآن ماكجيل لعام 2006 أنه عندما تعرض الموضوعات بخيارات مختلفة، ويكون أمامنا حرية الاختيار من بينها، فإن خيارنا يعزز رضانا بالنتائج الإيجابية، والشعور بعدم الرضا بالنتائج السلبية، مقارنة بالذين لا يتوفر لهم الاختيار.
وفي دراسة هازل روز ماركوس وباري شوارتز جمعا خلالها قائمة من تجارب حرية الاختيار وذكروا إن «وجود الكثير من الخيارات من الممكن أن يؤدي إلى حالة من عدم اليقين تسبب العجز، والاكتئاب، والأنانية». ويقول شوارتز أن الناس غالبًا ما يشعرون بالندم نتيجة لتكلفة الفرصة البديلة لعدم اتخاذ القرار الأمثل، وأنه في بعض السيناريوهات، يكون شعور الناس بالرضا العام أعلى عندما يتخذ غيرهم قرارًا صعبًا بدلاً عنهم، حتى عندما يكون قرار الغير أسوأ. ألف شوارتز كتابًا، وألقى محاضرات انتقد خلالها الزيادة المفرطة في عدد الخيارات في المجتمع الحديث، على الرغم من اعترافه أن «بعض الخيارات أفضل من لا شيء».